# Detrík
Detrík (hongrois : Detre) est un village de Slovaquie situé dans la région de Prešov.

## Histoire
Première mention écrite du village en 1363.

## Démographie

### Évolution de la population
| Année:               | 1994. | 2004.    | 2014.   | 2024.   |
| -------------------- | ----- | -------- | ------- | ------- |
| Nombre de personnes: | 59    | 51       | 52      | 49      |
| Différence:          |       | -13,55 % | +1,96 % | -5,76 % |

| Année:               | 2023. | 2024.   |
| -------------------- | ----- | ------- |
| Nombre de personnes: | 51    | 49      |
| Différence:          |       | -3,92 % |